# Arbër Zeneli
Arbër Avni Zeneli, född 25 februari 1995 i Säter, är en svensk-kosovansk fotbollsspelare (mittfältare) som spelar för IF Elfsborg. Han är äldre bror till Besfort Zeneli.

## Karriär
Zenelis moderklubb är Hälsinggårdens AIK, vilka han lämnade för IF Elfsborg som tolvåring. Han avgjorde finalen i pojk-SM 2011, när han i 85:e minuten gjorde det avgörande 2–1-målet mot IF Brommapojkarnas U17-lag. 2012 blev det en förlust med 3–2 mot Malmö FF:s U17-lag i finalen av pojk-SM för Zeneli och Elfsborg. Han var med i Elfsborgs lag som vann U 21-allsvenskan 2013.
Han flyttades inför säsongen 2014 upp i Elfsborgs A-lag tillsammans med fyra andra spelare från ungdomslaget. Han gjorde sin allsvenska debut i premiären den 31 mars 2014 mot Åtvidabergs FF. Matchen slutade med en 2–1-förlust för Elfsborg och Zeneli blev inbytt i den 75:e minuten mot Simon Hedlund.
Den 26 januari 2019 skrev han på för Stade de Reims.

## Landslagskarriär
Zeneli var en del av det svenska U21-landslag som tog EM-guld år 2015. Han fick dock ingen speltid i turneringen. Hösten 2016 valde han istället att representera Kosovo på a-landslagsnivå.